# Choya 68

Representación visual de Choya 68 (Pirámide de la Aguada)

Choya 68, también conocida como Pirámide de la Aguada, es un sitio arqueológico ubicado en la provincia de Catamarca, Argentina. 
Considerada una de las pocas pirámides precolombinas identificadas en territorio argentino, Choya 68 se trata de un sitio ceremonial, caracterizado por un montículo de 36 metros de diámetro y 9 de altura en total con una cima-plataforma plana de 6 metros de diámetro, situado entre el cauce de un arroyo y una antigua acequia. La particularidad de este montículo es que se trata de una verdadera pirámide escalonada de base circular. La cima es una plataforma de alrededor de seis metros de diámetro. Los bordes no son lisos, sino escalonados, en total ocho niveles construida por la cultura de La Aguada durante el período agro alfarero medio.

## Historia
Los estudios indican que el monumento comenzó a construirse a fines del siglo VII y les llevó algo más de 50 años de trabajo a los obreros de antaño. Pese a que el paso de casi un milenio y medio le ha dado la apariencia de una masa amorfa de piedra y tierra, la pirámide impresiona. Los pocos habitantes de la zona la conocían como la lomita o el bordo (montículo) de tierra.

## Ubicación y descubrimiento

Se logran apreciar luego de las excavaciones, los escalones que le dan forma piramidal al montículo. Se excavó 6 metros de profundidad.

El montículo ceremonial está emplazado en el departamento Capayán, al sureste de la ciudad de Concepción en el valle de Catamarca. Se halla en un valle árido, rodeado de cardones y arbustos espinosos, a unos 50 kilómetros al sur de la capital provincial. Originalmente los pobladores locales lo conocían como "la lomita" o el "bordo de tierra" (un montículo natural). Su relevamiento arqueológico comenzó a fines de los años '90 y, en 1997, el arqueólogo José Togo (UNSE) lo identificó entre muchos sitios potenciales de hallar pequeños fragmentos de cerámica Aguada en la vegetación. Al año siguiente en marzo de 1998, el equipo del Dr, Alberto R. González (CONICET) inició la excavación en trinchera-radial del montículo con financiamiento de la petrolera Shell. La noticia de este hallazgo fue difundida por los medios nacionales en noviembre de 1998, destacando la sorpresa de descubrir una "pirámide" en Catamarca.

## Estructura arquitectónica
Choya 68 tiene forma de cono truncado con base circular escalonada. Según las mediciones publicadas por los arqueólogos, el montículo mide alrededor de 9 metros de altura y unos 36 metros de diámetro basal. Su cumbre es una plataforma plana de 6 metros de diámetro y los bordes están cuidadosamente construidos en ocho niveles escalonados. Las excavaciones revelaron que la arquitectura interna es muy elaborada: se distingue una estructura vertical de muros concéntricos hechos de piedra y barro, intercalados con rellenos horizontales de ripio, sedimentos finos y madera quemada (de cardón). Por ejemplo, la pared más externa (a unos 3 metros del montículo está formada por grandes bloques de piedra alargados dispuestos en posición vertical (algunas piezas alcanzan casi 1 metro de alto), paralelos a otro muro de adobe Entre ambos muros se halló una capa de guijarros rodados, debajo de un relleno de tierra amarillenta y una capa de barro nivelado. Hacia el centro del montículo, se suceden otras paredes concéntricas y rellenos similares. En conjunto, el perfil excavado muestra una alternancia de muros de piedra y barro con estratos de ceniza, tierra y fragmentos orgánicos, lo que confirma que se edificó capa por capa formando escalones circulares Este diseño escalonado incluso fue comparado visualmente con la forma de "pétalos de flor" por los propios arqueólogos debido a su complejidad y simetría

## Funciones ceremoniales o usos culturales
Se considera que Choya 68 tuvo una función ceremonial o ritual en la cultura de La Aguada. Los arqueólogos han discutido si la pirámide era un posible sepulcro élite o un templo colectivo. Al excavar se planteó la hipótesis de que era la "tumba de un gran personaje o un centro ceremonial". Hasta ahora no se ha documentado una cámara funeraria principal en la cima o corazón del montículos, aunque si se recuperó el enterramiento secundario de al menos un individual (una rótula/huella en un foso exterior). No se encontraron ofrendas valiosas enterradas en conjunto y, los suelos nivelados ejes del montículo, contienen múltiples extractos de carbón, cerámica, restos de fauna y fragmentos de cerámica rotos En los sondeos, se documentaron fogones y áreas de combustión que podrían indicar ceremonias con fuego. Un hallazgo llamativo fue la abundante cerámica Aguada de estilo "Portezuelo", mayoritariamente partidas en pedazos.

## Estado de conservación actual y protección
No existen informes públicos recientes que detallen el estado físico actual de Choya 68, ni un régimen específico de protección declarado tras las excavaciones de 1997-98. Las labores incluyeron rellenar parte de los cortes y cercar el área para su preservación, pero el montículo permanece en terreno privado. Legalmente, Choya 68 debe considerarse patrimonio arqueológico de la Nación por la ley 25.743, que protege todo bien precolombino, así como patrimonio cultural de Catamarca.